# Anzême
Anzême – miejscowość i gmina we Francji, w regionie Nowa Akwitania, w departamencie Creuse.
Według danych na rok 1990 gminę zamieszkiwało 519 osób, a gęstość zaludnienia wynosiła 18 osób/km² (wśród 747 gmin Limousin Anzême plasuje się na 249. miejscu pod względem liczby ludności, natomiast pod względem powierzchni na miejscu 187.).